# Senso di Giotto
Senso III di Giotto Sensi de Perusio (... – 1270) è stato un religioso italiano, tra i primi seguaci di Francesco d'Assisi.
Frate laico, morì santamente nel 1270 e fu successivamente beatificato. 
Originario della nobile Famiglia dei Sensi Patrizi di Perugia, era menzionato nelle "Cronache Francescane" per essere un contemplativo "col dono delle lacrime".